# Грантем, Донте
Донте Грантем (англ. Donte Grantham; род. 19 марта 1995, Мартинсберг, Западная Виргиния) — американский баскетболист, выступающий на позиции лёгкого форварда. Игрок турецкого клуба «Бурсаспор».

## Старшая школа и колледж
Выпускник старшей школа Мартинсберга и военной академии Харгрейв. В 2013 году, в свой предвыпускной год, стал обладателем награды Билла Эванса. В 2014 году поступил в Клемсонский университет, где играл за баскетбольную команду. В выпускном классе проводил на паркете в среднем 31,8 минут, набирал 14,2 очка с процентом попадания 56,0, 6,9 подбора и 2,4 передачи. Но 21 января 2018 года в игре против «Нотр-Дама» порвал крестообразные связки, что преждевременно завершило его университетскую карьеру.

## Профессиональная карьера
Выставлялся на драфте НБА 2018 года, но был не выбран. 10 октября был подписан «Оклахома-Сити Тандер», но два дня спустя был выставлен на вейвер. Позже был приглашён на тренировочные сборы «Оклахома-Сити Блю», в составе которых в Джи-Лиге начал свою профессиональную карьеру.
28 декабря подписал двусторонний контракт с «Тандер». В НБА дебютировал 7 февраля 2019 года в матче против «Мемфис Гриззлис», выйдя на площадку на две минуты и не реализовав трёхочковый бросок. Позже сыграл ещё две игры, в которых так же появился на поле на минимальное количество времени и не отличился результативными действиями. Большую часть сезона провёл в Джи-Лиге. 25 июля 2019 года был отчислен «Оклахома-Сити».
28 августа подписал десятидневный контракт с «Лос-Анджелес Клипперс». Сезон 2019/20 провёл в составе «Агуа-Кальенте Клипперс» в Джи-Лиге.
22 июля 2021 года подписал контракт с клубом ЛНБ Про А «Шампань Шалон-Реймс». Набирал в среднем за игру 11 очков, 5,8 подборов и 1,4 передачи. 11 июня 2022 года перешёл в «Нанси», в составе которых показывал худшую линейку в карьере: 8,9 очков, 4,8 подборов и 1,8 передач. 29 июля 2023 года подписал контракт с «Лондон Лайонс» из ББЛ, в составе которых дошёл до полуфинала Еврокубка. На групповой стадии был игроком основы (28,5 минут за игру) и набирал одни из лучших цифр в карьере: 10,9 очков, 6,1 подборов и 1,9 передач.
23 июля 2024 года вновь сменил страну, присоединившись к «Бурсаспору» из БСЛ.

## Статистика

### Статистика в НБА
| Сезон                                                                                    | Команда       | Регулярный сезон | Регулярный сезон | Регулярный сезон | Регулярный сезон | Регулярный сезон | Регулярный сезон | Регулярный сезон | Регулярный сезон | Регулярный сезон | Регулярный сезон | Регулярный сезон | Серия плей-офф | Серия плей-офф | Серия плей-офф | Серия плей-офф | Серия плей-офф | Серия плей-офф | Серия плей-офф | Серия плей-офф | Серия плей-офф | Серия плей-офф | Серия плей-офф |
| Сезон                                                                                    | Команда       | GP               | GS               | MPG              | FG%              | 3P%              | FT%              | RPG              | APG              | SPG              | BPG              | PPG              | GP             | GS             | MPG            | FG%            | 3P%            | FT%            | RPG            | APG            | SPG            | BPG            | PPG            |
| ---------------------------------------------------------------------------------------- | ------------- | ---------------- | ---------------- | ---------------- | ---------------- | ---------------- | ---------------- | ---------------- | ---------------- | ---------------- | ---------------- | ---------------- | -------------- | -------------- | -------------- | -------------- | -------------- | -------------- | -------------- | -------------- | -------------- | -------------- | -------------- |
| 2018/19                                                                                  | Оклахома-Сити | 3                | 0                | 0,8              | 0,0              | 0,0              | -                | 0,0              | 0,0              | 0,0              | 0,0              | 0,0              | Не участвовал  | Не участвовал  | Не участвовал  | Не участвовал  | Не участвовал  | Не участвовал  | Не участвовал  | Не участвовал  | Не участвовал  | Не участвовал  | Не участвовал  |
|                                                                                          | Всего         | 3                | 0                | 0,8              | 0,0              | 0,0              | -                | 0,0              | 0,0              | 0,0              | 0,0              | 0,0              | Не участвовал  | Не участвовал  | Не участвовал  | Не участвовал  | Не участвовал  | Не участвовал  | Не участвовал  | Не участвовал  | Не участвовал  | Не участвовал  | Не участвовал  |
| Наведите курсор мыши на аббревиатуры в заголовке таблицы, чтобы прочесть их расшифровку. |               |                  |                  |                  |                  |                  |                  |                  |                  |                  |                  |                  |                |                |                |                |                |                |                |                |                |                |                |

### Статистика в Джи-Лиге
| Сезон                                                                                    | Команда                | Регулярный сезон | Регулярный сезон | Регулярный сезон | Регулярный сезон | Регулярный сезон | Регулярный сезон | Регулярный сезон | Регулярный сезон | Регулярный сезон | Регулярный сезон | Регулярный сезон | Серия плей-офф | Серия плей-офф | Серия плей-офф | Серия плей-офф | Серия плей-офф | Серия плей-офф | Серия плей-офф | Серия плей-офф | Серия плей-офф | Серия плей-офф | Серия плей-офф |
| Сезон                                                                                    | Команда                | GP               | GS               | MPG              | FG%              | 3P%              | FT%              | RPG              | APG              | SPG              | BPG              | PPG              | GP             | GS             | MPG            | FG%            | 3P%            | FT%            | RPG            | APG            | SPG            | BPG            | PPG            |
| ---------------------------------------------------------------------------------------- | ---------------------- | ---------------- | ---------------- | ---------------- | ---------------- | ---------------- | ---------------- | ---------------- | ---------------- | ---------------- | ---------------- | ---------------- | -------------- | -------------- | -------------- | -------------- | -------------- | -------------- | -------------- | -------------- | -------------- | -------------- | -------------- |
| 2018/19                                                                                  | Оклахома-Сити Блю      | 33               | 27               | 27,3             | 40,3             | 37,2             | 80,4             | 6,6              | 2,3              | 1,0              | 0,4              | 10,8             | 2              | 2              | 21,9           | 8,3            | 0,0            | 100,0          | 6,0            | 1,5            | 0,0            | 0,5            | 2,0            |
| 2019/20                                                                                  | Агуа-Кальенте Клипперс | 38               | 26               | 29,5             | 44,4             | 32,3             | 80,0             | 6,9              | 2,6              | 0,6              | 0,3              | 11,7             | Не участвовал  | Не участвовал  | Не участвовал  | Не участвовал  | Не участвовал  | Не участвовал  | Не участвовал  | Не участвовал  | Не участвовал  | Не участвовал  | Не участвовал  |
| 2020/21                                                                                  | Агуа-Кальенте Клипперс | 13               | 7                | 25,5             | 37,2             | 27,9             | 87,5             | 7,1              | 2,5              | 0,7              | 0,2              | 8,6              | Не участвовал  | Не участвовал  | Не участвовал  | Не участвовал  | Не участвовал  | Не участвовал  | Не участвовал  | Не участвовал  | Не участвовал  | Не участвовал  | Не участвовал  |
|                                                                                          | Всего                  | 84               | 60               | 28,0             | 41,8             | 33,8             | 80,9             | 6,8              | 2,5              | 0,8              | 0,3              | 10,9             | 2              | 2              | 21,9           | 8,3            | 0,0            | 100,0          | 6,0            | 1,5            | 0,0            | 0,5            | 2,0            |
| Наведите курсор мыши на аббревиатуры в заголовке таблицы, чтобы прочесть их расшифровку. |                        |                  |                  |                  |                  |                  |                  |                  |                  |                  |                  |                  |                |                |                |                |                |                |                |                |                |                |                |

### Статистика в NCAA
| Сезон | Команда | Conf  | Class | GP  | GS  | MPG  | FG%  | 3P%  | FT%  | RPG | APG | SPG | BPG | PPG  |
| --- | ------- | ----- | ----- | --- | --- | ---- | ---- | ---- | ---- | --- | --- | --- | --- | ---- |
| 2014/15 | Клемсон | ACC   | FR    | 31  | 31  | 29,6 | 37,2 | 27,9 | 54,7 | 4,6 | 1,7 | 0,9 | 1,0 | 8,8  |
| 2015/16 | Клемсон | ACC   | SO    | 31  | 31  | 32,6 | 38,4 | 35,4 | 84,6 | 4,1 | 2,3 | 1,0 | 0,5 | 10,2 |
| 2016/17 | Клемсон | ACC   | JR    | 33  | 32  | 27,7 | 38,3 | 32,5 | 74,2 | 4,3 | 1,5 | 0,8 | 0,6 | 7,3  |
| 2017/18 | Клемсон | ACC   | SR    | 19  | 19  | 31,8 | 56,0 | 41,9 | 78,0 | 6,9 | 2,4 | 0,8 | 0,9 | 14,2 |
| Всего | Всего   | Всего | Всего | 114 | 113 | 30,2 | 41,4 | 33,3 | 72,6 | 4,8 | 1,9 | 0,9 | 0,7 | 9,6  |
| Наведите курсор мыши на аббревиатуры в заголовке таблицы, чтобы прочесть их расшифровку Статистика приведена с сайта sports-reference.com |         |       |       |     |     |      |      |      |      |     |     |     |     |      |

### Статистика в других лигах
| Сезон | Команда              | Лига                     | GP  | GS | MPG  | FG%  | 3P%  | FT%  | RPG | APG | SPG | BPG | PFL | TOV | PPG  |
| --- | -------------------- | ------------------------ | --- | -- | ---- | ---- | ---- | ---- | --- | --- | --- | --- | --- | --- | ---- |
| 2021/22 | Шампань Шалон-Реймс  | Чемпионат Франции        | 30  | 29 | 26,4 | 48,8 | 37,9 | 82,5 | 5,8 | 1,4 | 0,8 | 0,1 | 1,4 | 1,3 | 11,0 |
| 2022/23 | Нанси                | Чемпионат Франции        | 25  | 12 | 26,2 | 52,1 | 37,9 | 57,4 | 4,8 | 1,8 | 0,5 | 0,4 | 2,0 | 1,2 | 8,9  |
| 2023/24 | Все клубы            | Все лиги                 | 47  | 28 | 24,3 | 49,1 | 38,2 | 73,4 | 5,6 | 2,5 | 0,7 | 0,4 | 1,6 | 1,5 | 10,8 |
| 2023/24 | Лондон Лайонс        | Чемпионат Великобритании | 28  | 13 | 22,8 | 51,7 | 44,6 | 69,6 | 5,9 | 2,8 | 0,7 | 0,3 | 1,6 | 1,4 | 11,6 |
| 2023/24 | Лондон Лайонс        | Кубок Европы             | 19  | 15 | 26,7 | 45,1 | 25,5 | 78,9 | 5,3 | 2,1 | 0,6 | 0,5 | 1,6 | 1,5 | 9,5  |
| Всего | Всего                | Всего                    | 102 | 69 | 25,4 | 49,6 | 38,0 | 71,3 | 5,5 | 2,0 | 0,7 | 0,3 | 1,6 | 1,4 | 10,4 |
| В чемпионате Франции | В чемпионате Франции | В чемпионате Франции     | 55  | 41 | 26,3 | 50,1 | 37,9 | 69,0 | 5,3 | 1,6 | 0,7 | 0,2 | 1,7 | 1,3 | 10,1 |
| Наведите курсор мыши на аббревиатуры в заголовке таблицы, чтобы прочесть их расшифровку Статистика приведена с сайта basketball.realgm.com |                      |                          |     |    |      |      |      |      |     |     |     |     |     |     |      |